# Chollima-1
Chollima-1 (en coréen : 천리마 1호, nommé en référence à Chollima, un cheval mythique coréen, et au mouvement Chollima, un mouvement stakhanoviste nord-coréen) est un lanceur spatial nord-coréen donc le premier tir, qui a eu lieu le 30 mai 2023, s'est conclu par un échec. Le 21 novembre 2023, il a lancé avec succès le satellite espion nord-coréen Malligyong-1. 

## Historique
Le 30 mai 2023, Chollima-1 a effectué sa première tentative de lancement orbital, depuis la Base de lancement de Sohae, transportant un satellite de reconnaissance militaire nommé Malligyong-1 (signifiant Télescope-1). Cependant, le lancement n'a pas réussi à atteindre l'orbite en raison d'une défaillance du deuxième étage (qui se serait allumé trop tôt, en raison du manque de fiabilité du moteur et de l'instabilité du carburant selon les responsables) et s'est écrasé en mer Jaune.
La Corée du Sud a identifié et repêché un débris en mer qui semble être un étage de fusée ou un interétage à environ 200 km à l'ouest de l'île d'Eocheongdo. Ce débris, identifié comme étant le deuxième étage du lanceur coule néanmoins, compliquant sa récupération,,,. D'autres opérations de récupération suivent pendant 36 jours et permettent de retrouver le troisième étage du lanceur ainsi que le satellite Malligyong-1 qui sont ainsi analysés conjointement avec les États-Unis, tant pour vérifier la provenance de ses composants (et identifier les filiales d'approvisionnement et les fournisseurs étrangers) que pour évaluer les performances du satellite, jugées très faibles,,.
Bien que la Corée du Nord ne communique pratiquement jamais à l'avance sur ses essais de missiles, elle le fait quand elle veut lancer des satellites, probablement pour se faire passer pour une puissance spatiale respectueuse des usages. Le pays avait donc prévenu le Japon mais pas la Corée du Sud qu'elle procèderait au lancement entre le 31 mai et le 11 juin après avoir évoqué la finalisation du satellite quelques semaines auparavant.
Cependant, malgré les craintes publiquement exprimées par ces deux pays évoquant un possible tir de missile déguisé, des patrouilles maritimes sud-coréennes ont été mises en place rapidement dans les zones de retombées des étages, ce qui leur a permis de récupérer rapidement des débris.
Cependant, des alertes au missile (sirènes et SMS) ont été déclenchées par erreur à Séoul et dans la préfecture d'Okinawa.
La Corée du Nord annonce une deuxième tentative de lancement d'un nouvel exemplaire de Malligyong-1 pour la fin août 2023, et révèle les zones de retombées des étages. Le lancement a lieu le 23 août 2023 et se solde à nouveau par un échec : le système d'autodestruction s'active par erreur et détruit le troisième étage du lanceur lors de son fonctionnement. Le pays annonce aussitôt une nouvelle tentative pour le mois d'octobre 2023 qui semble avoir été reportée pour novembre, le temps de recevoir l'expertise de la Russie concernant le satellite et la résolution des problèmes technologiques du lanceur. Le troisième lancement a lieu le 21 novembre 2023 et est un succès. De plus, pour éviter une récupération du lanceur par ses ennemis (à qui il manque le premier étage), la Corée du Nord utilise désormais le système d'autodestruction après usage des étages.

## Caractéristiques techniques
Chollima-1 comporte trois étages. Ce nouveau lanceur, d'après les images publiées par la Corée du Nord, semble être un lanceur différent de ceux de la famille précédente Unha. Il semble abandonner l'héritage des Scud et reprendre une conception basée sur les récents missiles balistiques intercontinentaux Hwasong-15 et 17 équipés de moteurs avancés basés sur le RD-250 soviétique, acquis de manière suspecte. Bien que les capacités du lanceur ne soient pas publiques, Chollima-1 semble pouvoir lancer en orbite basse des charges utiles allant jusqu'à 300 kg.
De même, les analystes estiment que si la Corée du Nord parvient toujours à se fournir en composants étrangers malgré les sanctions, elle parvient à maîtriser de plus en plus la construction locale, devenant auto-suffisante.

## Liste des lancements
| N° | Date (UTC)       | Base de lancement | Charge utile   | Orbite                 | Référence NSSDC | Remarques                   | Résultat |
| -- | ---------------- | ----------------- | -------------- | ---------------------- | --------------- | --------------------------- | -------- |
| 1  | 30 mai 2023      | Sohae             | Malligyong-1 1 | Orbite terrestre basse |                 | Satellite de reconnaissance | Échec    |
| 2  | 23 août 2023     | Sohae             | Malligyong-1 2 | Orbite terrestre basse |                 | Satellite de reconnaissance | Échec    |
| 3  | 21 novembre 2023 | Sohae             | Malligyong-1 3 | Orbite terrestre basse | 2023-179A       | Satellite de reconnaissance | Succès   |